# Taxisové
Taxisové (italsky Tasso, též Tassi nebo de Tassis) je italský šlechtický rod původem z Cornello dei Tasso v dnešní provincii Bergamo.
Rod se později rozdělil do několika větví, které se následně usadily v různých evropských zemích. Od 15. století měl tento rod zásadní vliv na vznik a rozvoj na rozšíření poštovního systému v Evropě.

## Osobnosti rodu
- Bernardo Tasso
- Cornello dei Tasso
- Francesco de Tasso – zakladatel poštovního systému
- Jannetto de Tassis
- Luigi Tasso
- Omodeo de Tassis
- Torquato Tasso

## Externí odkazy

Erb rodu Thurn-Taxis